# Aconura kamenskii
Aconura kamenskii är en insektsart som beskrevs av Alexander Fyodorovich Emeljanov 1964. Aconura kamenskii ingår i släktet Aconura och familjen dvärgstritar. Inga underarter finns listade i Catalogue of Life.